# Algorithme de tracé de cercle d'Andres
 (mars 2013).
Si vous disposez d'ouvrages ou d'articles de référence ou si vous connaissez des sites web de qualité traitant du thème abordé ici, merci de compléter l'article en donnant les références utiles à sa vérifiabilité et en les liant à la section « Notes et références ».
L’algorithme de tracé de cercle d'Andres permet, pour une complexité algorithmique très réduite, de tracer des cercles en image matricielle. Cet algorithme permet de paver entièrement le plan par des cercles concentriques, sans les trous que laisse par exemple l'algorithme de tracé d'arc de cercle de Bresenham.

## Principe
Andres considère que les cercles discrets de rayon r et de centre {\displaystyle (x_{0},y_{0})} sont les ensembles des points vérifiant
(E) : {\displaystyle (r-1/2)^{2}\leq (x-x_{0})^{2}+(y-y_{0})^{2}<(r+1/2)^{2}}
On procède par itération sur les points. Plaçons-nous dans un octant, par exemple celui juste au-dessus de l'axe des abscisses, et supposons que le point P de coordonnées (x, y) ait déjà été placé. On cherche alors à déterminer s'il faut choisir le point A (x+1,y), le point B (x, y-1) ou le point C (x+1, y-1).
On montre alors que si P vérifie (E), alors seuls A, B ou C peuvent vérifier (E). De plus, A et B s'excluent mutuellement. Enfin, si ni A ni B ne vérifient (E), alors C vérifie (E).
On pose {\displaystyle d=r^{2}+r-x^{2}-y^{2}-1} et on montre que l'on doit choisir A si {\displaystyle d\geq 2x} et B si {\displaystyle d<2(r-y)}.
En effet, avec ce {\displaystyle d} et pour {\displaystyle (x_{0},y_{0})=(0,0)} (les autres cercles s'obtiennent par translation), si P vérifie (E) :
- si {\displaystyle 2x\leq d} :
  - {\displaystyle x\geq 1\implies x^{2}\geq x} d'où {\displaystyle (r-1/2)^{2}\leq x^{2}+y^{2}\leq (x+1)^{2}+y^{2}}
  - et {\displaystyle 2x\leq d\implies x^{2}+2x+1+y^{2}\leq r^{2}+r\implies (x+1)^{2}+y^{2}<r^{2}+r+1/4=(r+1/2)^{2}}. 
Donc A vérifie (E).
- si {\displaystyle d<2(r-y)} :
  - {\displaystyle y\geq 1\implies (y-1)^{2}\leq y^{2}\implies x^{2}+(y-1)^{2}\leq x^{2}+y^{2}\leq (r+1/2)^{2}}
  - et {\displaystyle d<2(r-y)\implies r^{2}+r<2r-2y+x^{2}+y^{2}+1\implies r^{2}-r<x^{2}+(y-1)^{2}\implies r^{2}-r+1\leq x^{2}+(y-1)^{2}} car il s'agit d'expressions entières 
{\displaystyle (r-1/2)^{2}\leq r^{2}-r+1\leq x^{2}+(y-1)^{2}}. 
Donc B vérifie (E).
- sinon alors {\displaystyle 2x>d\geq 2(r-y)} :
  - {\displaystyle 2x>d\implies (x+1)^{2}+y^{2}>r^{2}+r\implies (x+1)^{2}+(y-1)^{2}>r^{2}+r-2y+1} or {\displaystyle x^{2}+y^{2}\leq (r+1/2)^{2}\implies y^{2}\leq (r+1/2)^{2}\implies y\leq r} (nous sommes sur {\displaystyle \mathbb {N} }) d'où {\displaystyle 2x>d\implies (x+1)^{2}+(y-1)^{2}>r^{2}-r+1>(r-1/2)^{2}}
  - et {\displaystyle d\geq 2(r-y)\implies r^{2}+r\geq 2r-2y+x^{2}+y^{2}+1\implies r^{2}-r\geq x^{2}+(y-1)^{2}\implies r^{2}-r+2x+1\geq (x+1)^{2}+(y-1)^{2}}
or {\displaystyle y\geq 1\implies x<r} car le point de coord. (x=r, y=1) ne vérifie pas (E)
donc {\displaystyle 2r>2x\implies 2r\geq 2x+1\implies 2r+1/4>2x+1}
donc {\displaystyle r^{2}-r+2r+1/4>r^{2}-r+2x+1\geq (x+1)^{2}+(y-1)^{2}\implies (r+1/2)^{2}>(x+1)^{2}+(y-1)^{2}}.
Donc C vérifie (E).

## Algorithme
Cet algorithme décrit le tracé d'un octant, les sept autres s'obtenant par symétrie.
```
x <- 0
y <- r
d <- r - 1
Tant que y>=x 
	TracerPixel(x, y) 
	Si d >= 2x alors 
		d <- d-2x-1
		x <- x+1
	Sinon Si d < 2(r-y) alors
		d <- d+2y-1
		y <- y-1	
	Sinon 
		d <- d+2(y-x-1)
		y <- y-1
		x <- x+1
Fin de tant que

```

Algorithme de tracé du cercle complet

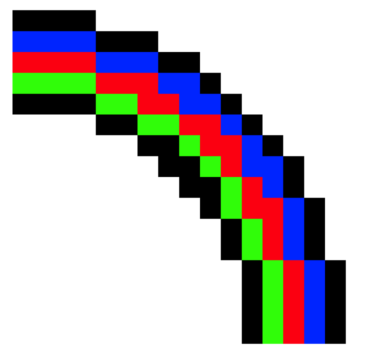
Pavage du plan par les cercles d'Andres concentriques

```
x <- 0
y <- r
d <- r - 1
Tant que y>=x 
        tracerPixel( x_centre + x , y_centre + y )
        tracerPixel( x_centre + y , y_centre + x )
        tracerPixel( x_centre - x , y_centre + y )
        tracerPixel( x_centre - y , y_centre + x )
        tracerPixel( x_centre + x , y_centre - y )
        tracerPixel( x_centre + y , y_centre - x )
        tracerPixel( x_centre - x , y_centre - y )
        tracerPixel( x_centre - y , y_centre - x )
	Si d >= 2x alors 
		d <- d-2x-1
		x <- x+1
	Sinon Si d < 2(r-y) alors
		d <- d+2y-1
		y <- y-1	
	Sinon 
		d <- d+2(y-x-1)
		y <- y-1
		x <- x+1
Fin de tant que

```

## Pavage du plan par cercle concentriques
En traçant des cercles concentriques, on obtient bien un pavage complet du plan.
Ceci permet notamment de tourner des images avec une moindre déformation.

## Exemples d'implémentation

### En Java
```
/**

  * Algorithme de tracé de cercle d'Andres

  */

public
 
static
 
HashSet
<
int
[]>
 
cercle
(
int
 
x_centre
,
 
int
 
y_centre
,
 
int
 
r
)

{

    
HashSet
<
int
[]>
 
pixels
 
=
 
new
 
HashSet
<
int
[]>
();

    

    
int
 
x
 
=
 
0
;

    
int
 
y
 
=
 
r
;

    
int
 
d
 
=
 
r
 
-
 
1
;

    

    
while
(
y
 
>=
 
x
)

    
{

        
pixels
.
add
(
 
new
 
int
[]
{
 
x_centre
 
+
 
x
,
 
y_centre
 
+
 
y
 
});

        
pixels
.
add
(
 
new
 
int
[]
{
 
x_centre
 
+
 
y
,
 
y_centre
 
+
 
x
 
});

        
pixels
.
add
(
 
new
 
int
[]
{
 
x_centre
 
-
 
x
,
 
y_centre
 
+
 
y
 
});

        
pixels
.
add
(
 
new
 
int
[]
{
 
x_centre
 
-
 
y
,
 
y_centre
 
+
 
x
 
});

        
pixels
.
add
(
 
new
 
int
[]
{
 
x_centre
 
+
 
x
,
 
y_centre
 
-
 
y
 
});

        
pixels
.
add
(
 
new
 
int
[]
{
 
x_centre
 
+
 
y
,
 
y_centre
 
-
 
x
 
});

        
pixels
.
add
(
 
new
 
int
[]
{
 
x_centre
 
-
 
x
,
 
y_centre
 
-
 
y
 
});

        
pixels
.
add
(
 
new
 
int
[]
{
 
x_centre
 
-
 
y
,
 
y_centre
 
-
 
x
 
});

        

        
if
 
(
d
 
>=
 
2
*
x
)

        
{

            
d
 
-=
 
2
*
x
 
+
 
1
;

            
x
 
++
;

        
}

        
else
 
if
 
(
d
 
<
 
2
 
*
 
(
r
-
y
))

        
{

            
d
 
+=
 
2
*
y
 
-
 
1
;

            
y
 
--
;

        
}

        
else

        
{

            
d
 
+=
 
2
*
(
y
 
-
 
x
 
-
 
1
);

            
y
 
--
;

            
x
 
++
;

        
}

    
}

    

    
return
 
pixels
;

}

```

### En C#
```
public
 
static
 
List
<
Point
>
 
AndresCircle
(
int
 
xc
,
 
int
 
yc
,
 
int
 
r
)

{

    
List
<
Point
>
 
ret
 
=
 
new
 
List
<
Point
>
();

    
int
 
x
 
=
 
0
;

    
int
 
y
 
=
 
r
;

    
int
 
d
 
=
 
r
 
-
 
1
;

    
while
 
(
y
 
>=
 
x
)

    
{

        
ret
.
Add
(
new
 
Point
(
xc
 
+
 
x
,
 
yc
 
+
 
y
));

        
ret
.
Add
(
new
 
Point
(
xc
 
+
 
y
,
 
yc
 
+
 
x
));

        
ret
.
Add
(
new
 
Point
(
xc
 
-
 
x
,
 
yc
 
+
 
y
));

        
ret
.
Add
(
new
 
Point
(
xc
 
-
 
y
,
 
yc
 
+
 
x
));

        
ret
.
Add
(
new
 
Point
(
xc
 
+
 
x
,
 
yc
 
-
 
y
));

        
ret
.
Add
(
new
 
Point
(
xc
 
+
 
y
,
 
yc
 
-
 
x
));

        
ret
.
Add
(
new
 
Point
(
xc
 
-
 
x
,
 
yc
 
-
 
y
));

        
ret
.
Add
(
new
 
Point
(
xc
 
-
 
y
,
 
yc
 
-
 
x
));

        
if
 
(
d
 
>=
 
2
 
*
 
x
)

        
{

            
d
 
-=
 
2
 
*
 
x
 
+
 
1
;

            
x
++
;

        
}

        
else
 
if
 
(
d
 
<
 
2
 
*
 
(
r
 
-
 
y
))

        
{

            
d
 
+=
 
2
 
*
 
y
 
-
 
1
;

            
y
--
;

        
}

        
else

        
{

            
d
 
+=
 
2
 
*
 
(
y
 
-
 
x
 
-
 
1
);

            
y
--
;

            
x
++
;

        
}

    
}

    
return
 
ret
;

}

```

### En MicroLua
```
-- Cercle

cercle
 
=
 
function
 
(
ecran
,
 
x
,
 
y
,
 
rayon
,
 
couleur
)

    
--Algorithme de tracé de cercle d'Andres

    
--

    
-- (x;y) représente le point en haut à gauche du carré imaginaire contenant le cercle

 
    
x
 
=
 
x
+
rayon

    
y
 
=
 
y
+
rayon

    
local
 
d
 
=
 
rayon
-
1

    
local
 
a
 
=
 
rayon
 
-
 
1

    
local
 
b
 
=
 
0

    
while
 
a
>=
 
b
 
do

	
screen
.
drawPoint
(
ecran
,
 
x
 
+
 
b
 
,
 
y
 
+
 
a
,
 
couleur
)

        
screen
.
drawPoint
(
ecran
,
 
x
 
+
 
a
 
,
 
y
 
+
 
b
,
 
couleur
 
)

        
screen
.
drawPoint
(
ecran
,
 
x
 
-
 
b
 
,
 
y
 
+
 
a
,
 
couleur
 
)

        
screen
.
drawPoint
(
ecran
,
 
x
 
-
 
a
 
,
 
y
 
+
 
b
,
 
couleur
 
)

        
screen
.
drawPoint
(
ecran
,
 
x
 
+
 
b
 
,
 
y
 
-
 
a
,
 
couleur
 
)

        
screen
.
drawPoint
(
ecran
,
 
x
 
+
 
a
 
,
 
y
 
-
 
b
,
 
couleur
 
)

        
screen
.
drawPoint
(
ecran
,
 
x
 
-
 
b
 
,
 
y
 
-
 
a
,
 
couleur
 
)

        
screen
.
drawPoint
(
ecran
,
 
x
 
-
 
a
 
,
 
y
 
-
 
b
,
 
couleur
 
)

        
if
 
d
 
>=
 
2
*
b
 
then

            
d
 
=
 
d
-
2
*
b
-
1

            
b
 
=
 
b
+
1

        
elseif
 
d
 
<
 
2
*
(
rayon
-
a
)
 
then

            
d
 
=
 
d
+
2
*
a
-
1

            
a
 
=
 
a
-
1
     
        
else

            
d
 
=
 
d
+
2
*
(
a
-
b
-
1
)

            
a
 
=
 
a
-
1

            
b
 
=
 
b
+
1

        
end

    
end

end

-- Cercle plein

cerclePlein
 
=
 
function
 
(
ecran
,
 
x
,
 
y
,
 
rayon
,
 
couleur
)

    
-- Algorithme basé sur le tracé de cercle d'Andres

    
--

    
-- (x;y) représente le point en haut à gauche du carré imaginaire contenant le cercle

	
    
x
 
=
 
x
+
rayon

    
y
 
=
 
y
+
rayon

    	
    
local
 
d
 
=
 
rayon
-
1

    
local
 
a
 
=
 
rayon
 
-
 
1

    
local
 
b
 
=
 
0

    
while
 
a
>=
 
b
 
do

	
screen
.
drawLine
(
ecran
,
 
x
 
+
 
b
 
,
 
y
 
-
 
a
,
 
x
 
+
 
b
 
,
 
y
 
+
 
a
,
 
couleur
 
)

        
screen
.
drawLine
(
ecran
,
 
x
 
+
 
a
 
,
 
y
 
-
 
b
,
 
x
 
+
 
a
 
,
 
y
 
+
 
b
,
 
couleur
 
)

        
screen
.
drawLine
(
ecran
,
 
x
 
-
 
b
 
,
 
y
 
-
 
a
,
 
x
 
-
 
b
 
,
 
y
 
+
 
a
,
 
couleur
 
)

        
screen
.
drawLine
(
ecran
,
 
x
 
-
 
a
 
,
 
y
 
-
 
b
,
 
x
 
-
 
a
 
,
 
y
 
+
 
b
,
 
couleur
 
)

        
if
 
d
 
>=
 
2
*
b
 
then

             
d
 
=
 
d
-
2
*
b
-
1

             
b
 
=
 
b
+
1

        
elseif
 
d
 
<
 
2
*
(
rayon
-
a
)
 
then

             
d
 
=
 
d
+
2
*
a
-
1

             
a
 
=
 
a
-
1
     
        
else

             
d
 
=
 
d
+
2
*
(
a
-
b
-
1
)

             
a
 
=
 
a
-
1

             
b
 
=
 
b
+
1

	
end

    
end

end

```

### En Bash
```
#!/bin/bash -f 

# Algorithme de tracé de cercle dû à Éric Andres

function
 
circle
 
()
 
{

    
# x, y, rayon, couleur

    
r
=
$3

    
x
=
$1

    
y
=
$2

    
d
=
$((
$r
-
1
))

    
a
=
$((
$r
-
1
))

    
b
=
0

    
tput
 
setaf
 
$4

    
while
 
test
 
$a
 
-ge
 
$b
 
;
 
do

        
tput
 
cup
 
$((
$y
+
$b
))
 
$((
$x
+
$a
))
;
 
echo
 
"@"
;

        
tput
 
cup
 
$((
$y
+
$a
))
 
$((
$x
+
$b
))
;
 
echo
 
"@"
;

        
tput
 
cup
 
$((
$y
-
$b
))
 
$((
$x
+
$a
))
;
 
echo
 
"@"
;

        
tput
 
cup
 
$((
$y
-
$a
))
 
$((
$x
+
$b
))
;
 
echo
 
"@"
;

        
tput
 
cup
 
$((
$y
+
$b
))
 
$((
$x
-
$a
))
;
 
echo
 
"@"
;

        
tput
 
cup
 
$((
$y
+
$a
))
 
$((
$x
-
$b
))
;
 
echo
 
"@"
;

        
tput
 
cup
 
$((
$y
-
$b
))
 
$((
$x
-
$a
))
;
 
echo
 
"@"
;

        
tput
 
cup
 
$((
$y
-
$a
))
 
$((
$x
-
$b
))
;
 
echo
 
"@"
;

        
if
 
test
 
$d
 
-ge
 
$((
2
*
$b
))
 
;
 
then

            
d
=
$((
$d
-
2
*
$b
-
1
))

            
b
=
$((
$b
+
1
))

        
elif
 
test
 
$d
 
-lt
 
$((
2
*(
$r
-
$a
))
)
;
 
then

            
d
=
$((
$d
+
2
*
$a
-
1
))

            
a
=
$((
$a
-
1
))

        
else

            
d
=
$((
$d
+
2
*(
$a
-
$b
-
1
))
)

            
a
=
$((
$a
-
1
))

            
b
=
$((
$b
+
1
))

        
fi

    
done

}

clear

# Cercle centré sur le centre de l'écran

xc
=
$(($(
tput
 
cols
)
/
2
))

yc
=
$(($(
tput
 
lines
)
/
2
))

# Nombre de couleurs disponibles dans le terminal

nc
=
$(
tput
 
colors
)

# Tracé de cercles concentriques montrant le parfait remplissage

for
 
i
 
in
 
$(
seq
 
1
 
$((
$yc
-
1
)))
 
;
 
do

    
circle
 
$xc
 
$yc
 
$i
 
$((
$RANDOM
%
$nc
))

done

tput
 
cup
 
$(
tput
 
lines
)
 
0

tput
 
oc

```